# Stefan Schwarzmann
Stefan Schwarzmann (ur. 11 listopada 1965 w Erlangen w Niemczech) – niemiecki perkusista, w swojej karierze grał w wielu znanych zespołach, min. Accept, Running Wild, U.D.O., Krokus czy Helloween. Przyznaje się do inspiracji takimi perkusistami jak Cozy Powell czy Clive Burr.

## Dyskografia
Running Wild
- Ready for Boarding (1988)
- Port Royal (1988)
- Pile of Skulls (1992)

U.D.O.
- Mean Machine (1989)
- Faceless World (1990)
- Timebomb (1991)
- Solid (1997)
- No Limits (1998)

X-Wild
- So What! (1994)
- Monster Effect (1995)

Accept
- Death Row (1994)
- All Areas – Worldwide (1997)
- Blood of the Nations (2010)
- Stalingrad (2012)

Die Suicides
- Und sie leben immer noch (1994)
- Wer jetzt noch lebt (1994)

Pookah
- Three Minus the one ... (1995)

Duo Mystica
- The Nurnberg Dolphin Orchestra (1997)

Voice
- Golden Signs (2001)

Skew Siskin
- Album of the Year (2003)

Helloween
- Rabbit Don't Come Easy (2003) strony B singli oraz utwory bonusowe

Der Bote
- Kalt (2005)

Krokus
- Hellraiser (2006)

Rene Thomsen
- Ruthless Allstar Project (2008)

Herman Frank
- Loyal to None (2009)